# Audouyn de Montherbu
Étienne Audouyn, dit Audouyn de Montherbu est un secrétaire de la chambre du roi Henri IV.

## La vente en hérédité des offices de notaires royaux
Les Suisses mercenaires qui s'étaient battus au côté des huguenots français réclamèrent d'Henri IV le paiement de leurs gages militaires. Ils menaçaient de changer d'alliance et pour satisfaire leurs exigences, le roi et son conseil décidèrent d'un nouvel impôt. Celui-ci prit pour cible les notaires, auquel un édit de Mai 1597 ordonna de remettre leur charge contre remboursement afin d'en répartir aux enchères les nouveaux privilèges, devenus héréditaires et unifiés. Monsieur de Montherbu fut chargé de superviser entre 1597 et 1599 la récupération et la vente aux enchères.
Mais bientôt les notaires refusèrent ce qu'il considéraient comme une spoliation et ne produisirent aucun des actes d'achat de leurs charges. Les autres officiers royaux se solidarisèrent avec eux et les commissaires nommés par Henri IV sous la direction de Monsieur Audouyn de Montherbu se virent rapidement dans l'incapacité de faire appliquer l'édit royal. Une nouvelle mouture, décidée en novembre 1597 et qui se limitait à taxer les charges pour leur conférer un caractère unique et héréditaire ne connut pas plus de succès. Il fallut que le roi et son conseil donnassent licence aux commissaires de taxer ces charges selon leur convenance pour qu'enfin cet impôt, qui trouva son aboutissement dans la paulette, vit le jour et permit à l'État d'honorer ses dettes envers les Suisses. 
Afin de réaliser la récupération des sommes des offices de notaires royaux, Étienne Audouyn, de Montherbu s'était attaché une dizaine de commissaires spécialement chargés de faire appliquer les édits de mise en vente, puis les modifications qui en résultèrent. Le mathématicien François Viète fut un de ces commissaires de 1597 à 1599, lors de vacances que lui donna le roi.  Les  Inventaires des arrêts du Conseil d'État sous le règne de Henri IV abondent en arrêt concernant les droits de fermage que devaient percevoir  Étienne Audouyn de Montherbu, secrétaire de la Chambre. C'est par son intermédiaire que transitait les sommes à payer au duc et à la duchesse de Mercœur ; en retour, il devait assumer tous les frais du recouvrement des deniers provenant de la mise à la recette générale et des deniers provenant de l'hérédité des offices des notaires. Il arriva à l'occasion que le roi lui demanda de verser d'avance à l'Épargne des sommes de plusieurs milliers de livres.
L'hôtel de Montherbu, situé rue de Vaugirard, avait pour surnom l'hôtel des Trois-Rois.

## sources
- Claude Madeleine Grivaud de la Vincelle, « Sur le Palais du Sénat, ses dépendances et ses environs », dans Antiquités gauloises et romaines, recueillies dans les jardins du palais, Paris, François Buisson, 1807 (lire en ligne), p. 48
- Jacques-Antoine Dulaure, Histoire physique, civique et morale de Paris, vol. 4, Paris, Guillaume et Cie, 1821 (lire en ligne), p. 67.
- Geneanet : Inventaire des arrêts du conseil d'État
- Inventaire des arrêts du conseil privé d'Henri IV.